# St. Anna (Sauerlach)

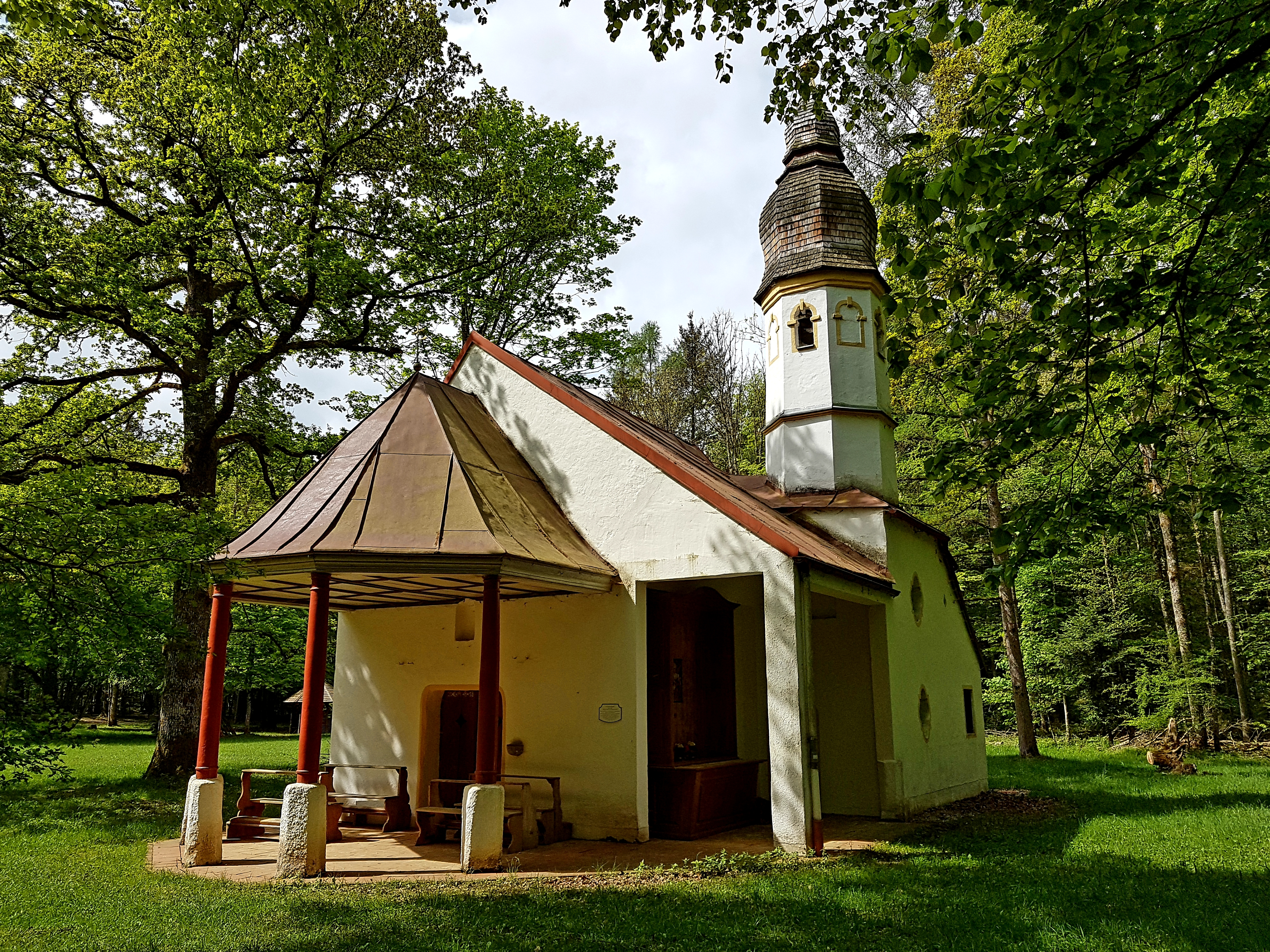
Die Ostseite der Kapelle St. Anna in Staucharting bei Sauerlach

Die Wallfahrtskapelle St. Anna ist eine spätbarocke römisch-katholische Feldkapelle im sog. Stauchartinger Feld, das zum Gebiet der Gemeinde Sauerlach im oberbayerischen Landkreis München gehört. Sie wird von der Pfarrgemeinde St. Andreas betreut, die zusammen mit dem ehemaligen Pfarreien St. Michael in Arget (seit 2007) und St. Margaret in Altkirchen (seit 2012) den Pfarrverband Sauerlach im Dekanat Ottobrunn des Erzbistums München und Freising bildet.

## Geschichte von Staucharting
Die gut sichtbaren Hügelgräber im Nordosten sind die stummen Zeugen von Siedlungsaktivitäten in der älteren Hallstattzeit. Zahlreiche Lachen im heutigen Deisenhofener Forst boten damals günstige Bedingungen für frühmenschliche Ansiedlungen. Eine dieser Lachen, der sog. Hirschbrunnen, blieb bis heute erhalten.

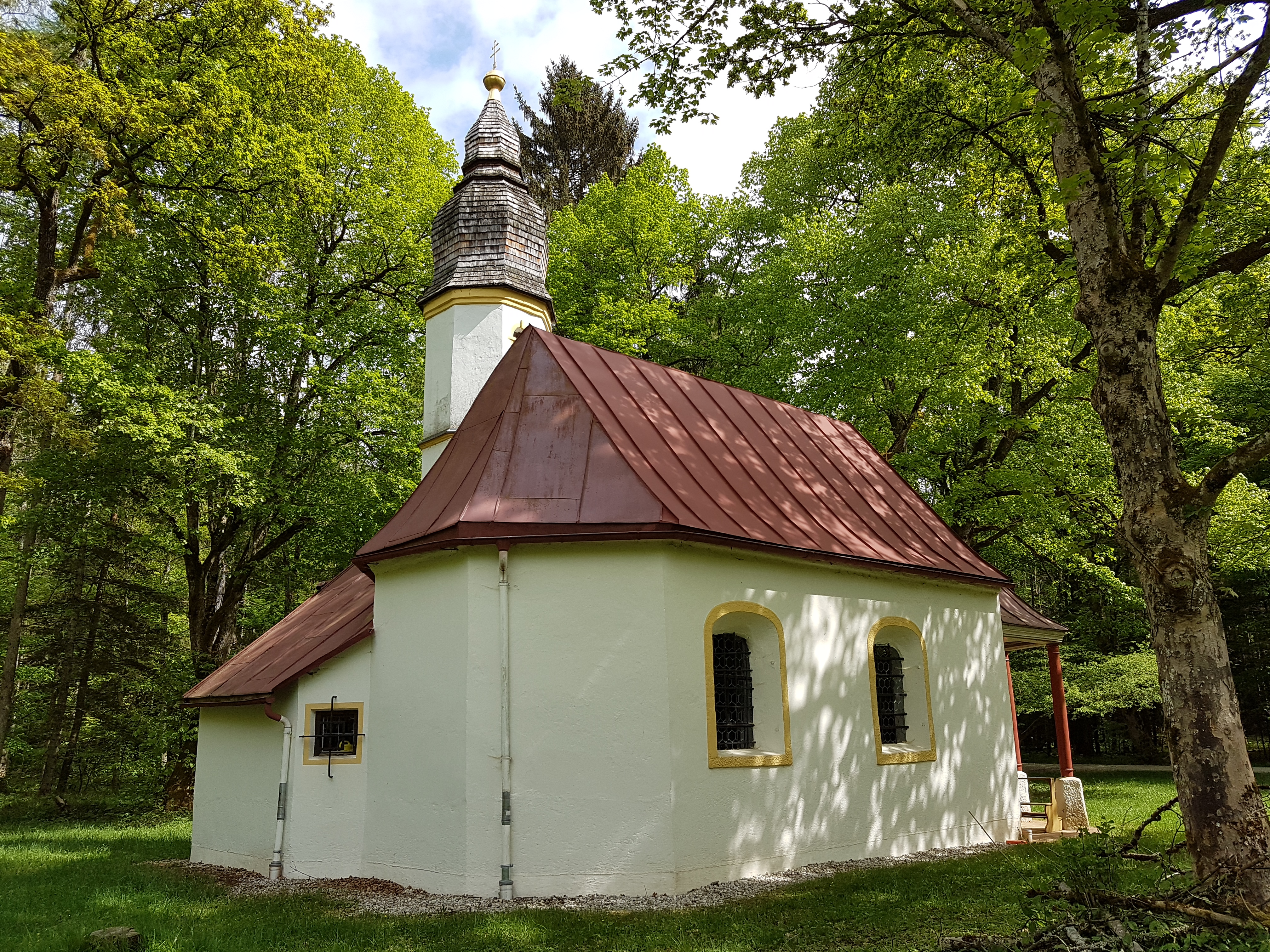

Erstmals wurde Staucharting im Jahr 1017 als Studrating im Ältesten Stiftsbuch des Klosters Tegernsee erwähnt, was soviel heißt wie „Bei den Nachkommen des Studrat“. Die erste urkundliche Erwähnung findet sich im Jahr 1285 in einem Lehensbrief derselben Benediktinerabtei. Demnach bestand die Siedlung damals aus drei Höfen und zwei Huben. Auffallend ist, dass ab 1530 keine Höfe mehr aufgeführt wurden. Um diese Zeit muss also eine gravierende Veränderung in der Siedlungsstruktur stattgefunden haben, die wohl auf in eine der Pestepidemien der damaligen Zeit begründet ist. In der Folge wurde zumindest die Anbaufläche verkleinert und die beiden Huben zu einer Schwaige zusammengefasst.
Ein Schwaighof beschreibt im oberdeutschen Sprachraum ein auf Viehzucht ausgerichteter herrschaftlicher Eigenbetrieb. Der umliegende Eichenwald bot ideale Voraussetzungen für die Mast von Schweinen. Die historischen Daten geben klar Auskunft darüber: „Es sind 100 Schweine zu halte, so es gut ist, wo aber Überfluss [an Eicheln] 200 Schweine.“
Im Zuge der Säkularisation erfolgte die Grundeigentumsablösung, die Schwaige konnte vom damaligen Besitzer Johann Portenlänger als Eigentum übernommen werden. In lückenloser Reihenfolge sind die Eigentümer der Schwaige sodann bis ins Jahr 1856 nachweisbar. In diesem Jahr endet die Geschichte der Schwaige Staucharting. Mit 170 Tagwerk Grund wurde sie vom letzten Eigentümer Hanns Portenlänger für 15.000 Gulden an das Königlich-Bayerische Forstärar verkauft, den heutigen Bayerischen Staatsforsten. Daraufhin wurden die Gebäude abgebrochen und die Felder aufgeforstet. Übrig blieb allein die Kapelle St. Anna, deren Anlage durch den Königlich-Bayerischen Revierförster Ludwig Eichheim aus Deisenhofen im Herbst 1859 gestaltet wurde.

## Geschichte und Ausstattung der Kapelle

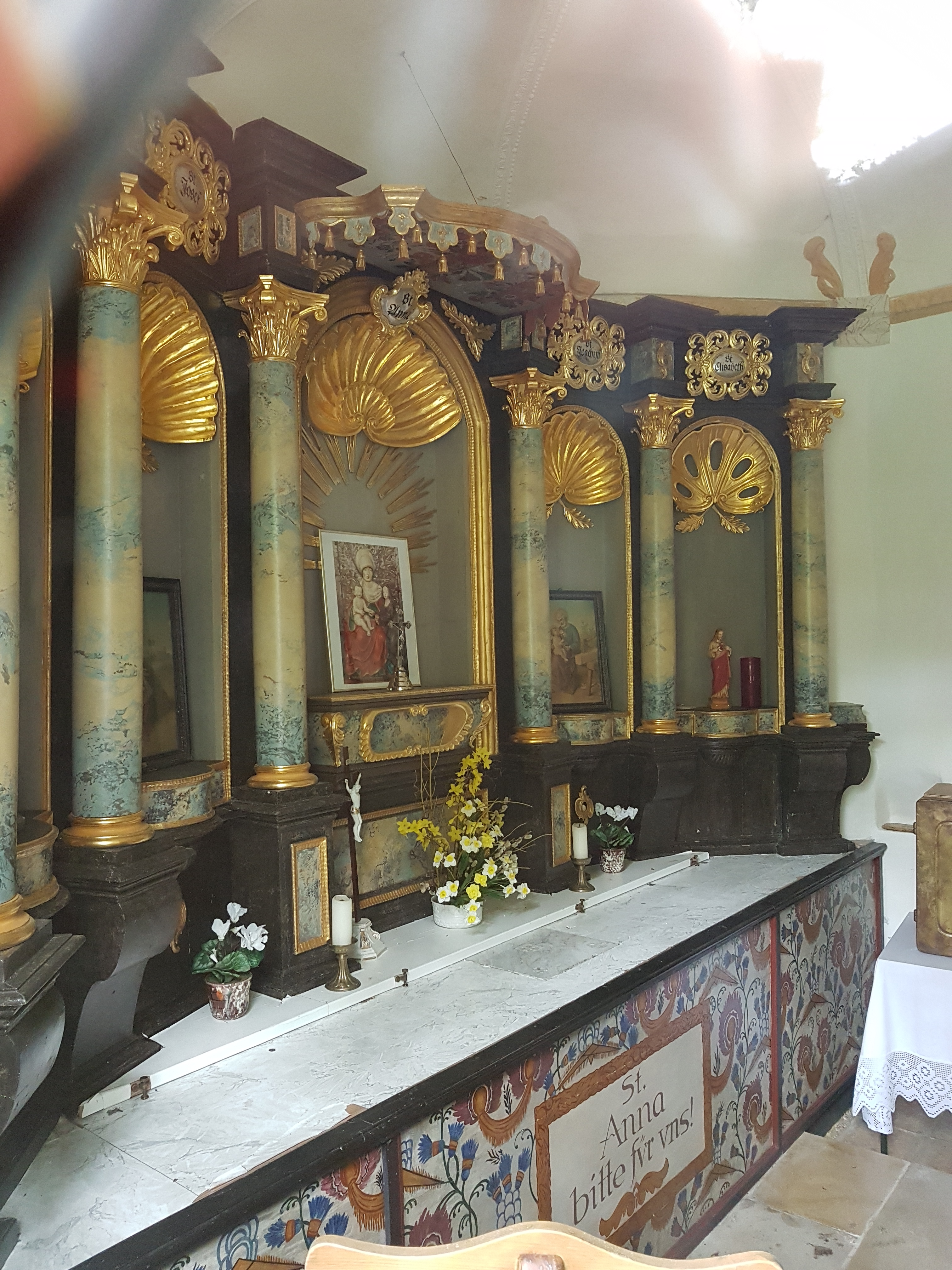
Der spätbarocke fünfteilige Altar

Die spätbarocke Kapelle war das baugeschichtlich jüngste Gebäude der ehemaligen Schwaige Staucharting. Der Schwaiger Melchior Seidl erbaute in den Jahren 1692 bis 1693 unweit seines Hofes eine kleine Kirche aus Stein zu Ehren der Heiligen Anna, vermutlich in der Größe des heutigen Altarraumes. Der Erbauer muss zu dieser Zeit verstorben sein, denn schon im Jahre 1694 ist die Heirat seiner Witwe Magdalena, geb. Kögelsberger, mit dem Bauernsohn Andreas Humpl aus Arget bezeugt.

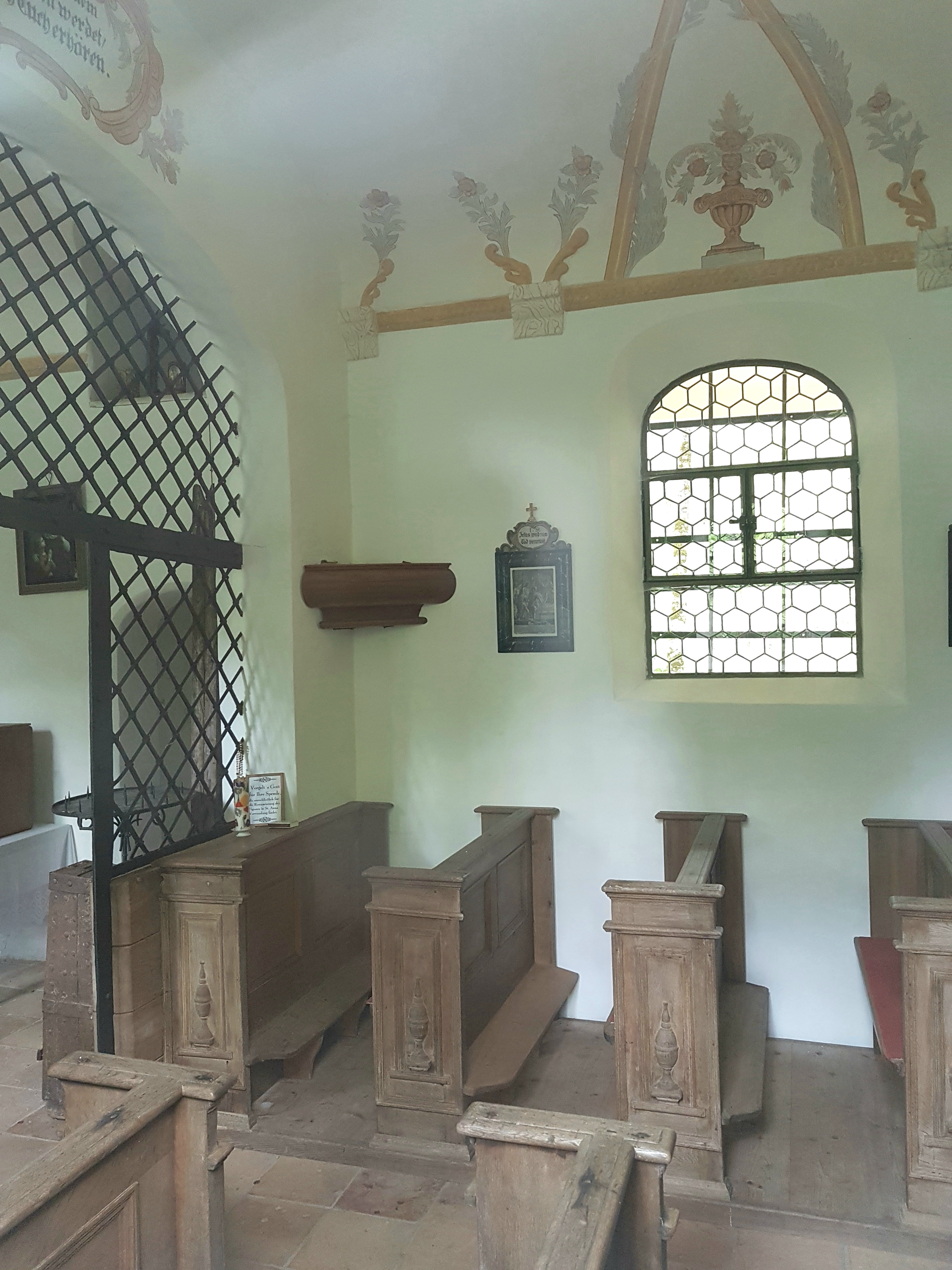
Vorderer Teil des kurzen Langhauses mit Decken- und Wandmalereien

Mit Schreiben vom 14. März 1701 wandte sich dieser an den damaligen Freisinger Fürstbischof Johann Franz Eckher von Kapfing und Liechteneck, um dessen Zustimmung, die Kapelle wegen des zunehmenden Besuchs in der Schwaige Staucharting erweitern zu dürfen. Nachdem Humpl vor Gericht erklärt hatte, für den Unterhalt der Kapelle einen Acker zu stiften, wurde ihm am 18. Juli 1701 die erbetene Genehmigung erteilt. Der Ertrag des gestifteten Ackers kam dem jeweiligen Sauerlacher Pfarrer zugute.
Das Gebäude kostete 311 Gulden und 20 Kreuzer (Schilling). Überdies verfügte die Kapelle über zwei Glocken – eine davon ist die heutige Sterbeglocke im Kirchturm der Sauerlacher Pfarrkirche St. Andreas. Weiter schlug der Messkelch mit 34 Gulden und 48 Kreuzer sowie das Futteral mit zwei Gulden zu Buche. Überdies befand sich in der Kapelle ein Bildnis der Anna selbdritt aus dem Jahr 1520.
Die bauliche Erweiterung des Jahres 1701 reichte aufgrund des Besucherandrangs schon bald nicht mehr aus, so dass wenig später die Ostseite der Kapelle mit einem Dachvorbau ergänzt wurde. Allerdings drängten sich an den Tagen, an denen die Heilige Messe gefeiert wurde, immer noch zu viele Leute in die kleine Kapelle. Daraufhin verlegte der Sauerlacher Pfarrer Franz Pockschiz das Geschehen ab dem Jahre 1725 kurzerhand nach draußen. Vermutlich um 1711 entwickelte sich am Annatag der mittlerweile traditionelle Pferdeumritt.
Im Jahr 1824 erfolgte die bischöfliche Weihe. Als im Jahr 1856 die Schwaige Staucharting abgebrochen und die Wiederaufforstung beschlossen wurde, intervenierte die Sauerlacher Pfarrei bei der Königlich-Bayerischen Finanzkammer und konnte nachweisen, dass das St. Anna-Kirchlein keine bloße Privatkapelle des dortigen Schwaigers, sondern eine öffentliche Kirche gewesen sei. Daraufhin wurde die Kapelle samt Inventar im Jahr 1857 mit einer Fläche von drei Dezimal Grund der Sauerlacher Kirchenstiftung übertragen.
Am 23. Dezember 1954 setzte ein Sturm der Kapelle schwer zu und zerstörte teilweise Dach und Turm. Zu Pfingsten des Jahres 1971 brach ein unbekannter Täter in die Kapelle ein und entwendete einen Großteil der Votivtafeln sowie Teile des Altars. Die kostbaren Figuren inklusive des Bildnisses der Anna selbdritt werden seitdem an einem sicheren Ort verwahrt und kommen ausschließlich anlässlich des St. Anna-Festes in die Kapelle. Von den ursprünglich über 100 einzelnen Votivtafeln – die Älteste stammte aus dem Jahr 1711 – befinden sich noch drei im Bayerischen Nationalmuseum in München.

## Patrozinium und Wallfahrt
Die Wallfahrtskapelle ist der Heiligen Anna geweiht, die in mehreren apokryphen Schriften des 2. bis 6. Jahrhunderts als Mutter Marias und damit als Großmutter Jesu Christi angesehen wird. Bis heute findet am 26. Juli jeden Jahres, dem Annatag, eine Wallfahrt zur Kapelle nach Staucharting statt. Hierbei treffen sich zahlreiche Bittgänger aus den umliegenden Ortschaften Sauerlach, Arget, Altkirchen, Oberhaching und Oberbiberg zu einer Feldmesse mit anschließender Pferdesegnung.

## Die drei Holzfräulein
Die abgebrochene Schwaige Staucharting, mitten in der Waldeinsamkeit des Deisenhofener Forsts gelegen, umgibt bis heute eine geheimnisvolle Atmosphäre, die vereinzelt Anlass für Sagen und Legenden bietet: So erzählt sich die örtliche Bevölkerung, dass im Keller des dortigen größten Hofs des Öfteren drei Holzfräulein zu sehen waren. Diese Waldwesen waren sehr fleißig und halfen den Bewohnern im Haushalt. So stellte ihnen die Bäuerin beispielsweise das sog. „Grüahret“, also die Vollmilch, in den Keller, damit die Holzfräulein daraus Butter machten. Auch spannen die Fabelwesen Flachs. Allerdings waren die Holzfräulein dabei gänzlich unbekleidet, so dass ihnen die Bäuerin auch zum Dank für die verrichtete Arbeit drei Leinenhemden hinunterlegte. Seit diesem Tage blieben die Holzfräulein jedoch aus und wurden in der ganzen Gegend nicht mehr gesehen.

## Sonstiges
Die St.-Anna-Kapelle ist als Baudenkmal unter der Listennummer D-1-84-141-18 in der Bayerischen Denkmalliste aufgeführt. Die Wüstung der Schwaige Staucharting befindet sich dort unter der Nummer D-1-8035-0156.